# Јука
Јука (Yucca sp.) је род дрвенастих, зимзелених биљака, углавном пореклом из Северне Америке. Одомаћено име за врсте овог рода код нас је дрво живота.

## Распрострањеност и услови станишта
Врсте рода јука су пореклом из сувих подручја Северне, Јужне и Централне Америке и са Кариба. Прилагодљиве су и могу расти у подручјима са различитим климатским и еколошким условима, укључујући и пустиње, прерије, обалске пескове, па све до умереног климатског појаса. Поједине врсте могу поднети краткотрајне ниске температуре и до -25°C, понекад и ниже. Отпорне су на сушу и скромних захтева према квалитету земљишта.

## Опис рода
Јуке су дрвенасте, зимзелене врсте ниског дрвећа и жбуња. У роду има око 50 врста које расту у природи и веома велики број различитих хибрида, форми и варијетета.
Врсте рода Јука одликују се подземним стаблима − ризомима. Надземно стабло је добро одрвенело, неразгранато или слабо разгранато. Неке врсте развијеног стабла могу порасти и до 10 м, док код неких надземно стабло уопште не постоји, већ се изнад земље јавља само лисна розета. Кора дебла је испуцала, црвенкасто смеђе боје. Листови су налик мачу − најчешће крути, уски, веома дуги (код неких врста и до 1 м), са чврстим и оштрим шиљком на врху. Распоређени су спирално око стабла. Целог су обода, ређе ситно назубљени. Код неких врста обод се љушти у дугим, кончастим, увијеним нитима.
Цветови су доста крупни, звонасти, висећи, дуги најчешће 4-7 цм. Расту у пирамидалним или јајоликим, метличастим цвастима. Цветни омотач састављен је од 6 слободних или при основи сраслих издужених листића бледожуте боје. Тучак је подцветан, а прашника је 6. Плодови су дугуљасто−јајасте чауре зашиљеног врха, суве или меснате, дуге и до 10 цм.
Многе врсте Јука не цветају сваке године, већ се за њихово цветање морају стећи одређени услови, поједине цветају и два пута годишње, док неке врсте цветају само једном у животу, а после тога умиру. За опрашивање цветова неопходно је присуство јукиних мољаца (Pronuba yucasella). Уколико они изостану, цветови се не могу опрашити. То је разлог зашто су све врсте јука које расту у Европи стерилне − недостаје природни опрашивачи. Зато се могу опрашивати вештачким путем, али и вегетативно − резницама из стабла и корена и изданцима.

### Опрашивање
Формирање семена код свих врста из рода Yucca зависи од присуства специфичне врсте лептира − јукиног мољца (Tegeticula yucasella и сличне врсте) са којим биљка живи у симбиози. Ноћу цветови јуке испуштају јак мирис, који привлачи женку мољца. Она улази у цветну чашицу и од полена образује куглице које могу бити и до 3 пута веће од њене главе. Женка односи полен до следећег цвета, где полаже јаја у незрели плодник. Затим на жиг тучка одлаже полен, како би била сигурна да ће се формирати семе којим ће се њено новоизлегло потомство хранити. Ларве одрастају пре него што успеју да поједу сво семе, тако да се држи око 60−80%, што је сасвим довољно за репродукцију биљне врсте.
- Врста са високим, разгранатим стаблом − Yucca filifera, Егзотични врт (Exotic Garden) у Монаку
- Врста без стабла у цвету − Yucca flaccida, Краљевска ботаничка башта (Royal Botanic Garden) у Мадриду
- Цветна метлица врсте Yucca filamentosa у градском парку у Нишу
- Суве чауре врсте Yucca glauca
- Меснате чауре врсте Yucca aloifolia

### Врсте
- -{[[Yucca aletriformisv
- [4]

## Употреба
Јуке су веома декоративне врсте, нарочито за време цветања. Зато се често користе у хортикултури, појединачно или у групи на травњацима. Добро успевају и у жардињерама. У нашем поднебљу на отвореном се веома често гаји и добро успева врста Yucca filamentosa. Неке врсте подесне су и за везивање песковитих терена, јер им коренов систем продире дубоко у земљу. Многе врсте јука гаје се и као собне, лисно декоративне, саксијске биљке. Као собна биљка најчешће се може срести врста Yucca aloifolia и њени варијетети.
- Процветала Yucca filamentosa на травњаку
- Yucca filamentosa у снегу
- Yucca Aloifolia 'Marginata' на кровној башти
- Yucca filamentosa у алпинетуму
- Yucca aloifolia као собна биљка

Поједине врсте гаје се и као индустријске, јер дају влакно цењено у текстилној индустрији. Листови се користе за израду корпи. Корење неких врста богато је сапонинима, па се од њега може справљати шампон за прање косе, а домородачко становништво некада је користило плодове и семе неких врста за храну и у народној медицини.